# وارن تومسون
وارن تومسون (بالإنجليزية: Warren Thomson)‏ هو عازف بيانو أسترالي، ولد في 2 أغسطس 1935، وتوفي في 19 فبراير 2015 في ملبورن في أستراليا.

## وصلات خارجية
- الموقع الرسمي